# Đội tuyển bóng đá quốc gia Tonga
Đội tuyển bóng đá quốc gia Tonga (tiếng Tongan: timi soka fakafonua ʻa Tonga) đại diện cho Tonga thi đấu ở các giải bóng đá quốc tế dành cho nam và được quản lý bởi Hiệp hội Bóng đá Tonga, thành viên của Liên đoàn Bóng đá châu Đại Dương (OFC).

## Lịch sử

### Bóng đá tại Tonga
Thành công lớn nhất của bóng đá Tonga tính đến nay là chiến thắng tại Cúp Polynesia đầu tiên tổ chức năm 1993, vượt qua các đội Samoa và Quần đảo Cook. Mặc dù các cầu thủ trong nước chưa tạo dấu ấn ở các giải đấu lớn ở nước ngoài, Joe Topou, Giám đốc điều hành Hiệp hội Bóng đá Tonga, đã được bổ nhiệm vào Ủy ban điều hành FIFA từ năm 2002.
Tính đến tháng 7 năm 2023, Tonga không còn nằm trong bảng xếp hạng FIFA do không thi đấu trận nào kể từ thất bại 0-8 trước Papua New Guinea vào ngày 18 tháng 7 năm 2019.

### Dự án Goal lần thứ hai
Dự án Goal lần hai của Tonga nhằm phát triển và nâng cấp học viện bóng đá quốc gia cùng trụ sở của hiệp hội tại Atele, Tongatapu, được xây dựng trong dự án Goal đầu tiên của nước này. Mục tiêu của dự án là đáp ứng toàn diện các nhu cầu của Hiệp hội Bóng đá Tonga. Các trận đấu trong nước sẽ được tổ chức tại học viện bóng đá, đồng thời các yêu cầu về quản lý, bao gồm nhu cầu của cầu thủ, quan chức và khán giả, cũng sẽ được đảm bảo. Trường bóng đá sẽ được chuyển đổi thành một "Ngôi nhà bóng đá".

## Thành tích tại giải vô địch thế giới
| Vòng chung kết | Vòng chung kết               | Vòng chung kết             | Vòng chung kết             | Vòng chung kết             | Vòng chung kết             | Vòng chung kết             | Vòng chung kết             | Vòng chung kết             | Vòng chung kết             |                            | Vòng loại                  | Vòng loại                  | Vòng loại                  | Vòng loại                  | Vòng loại                  | Vòng loại |
| Năm            | Chủ nhà                      | Kết quả                    | Hạng                       | ST                         | T                          | H                          | B                          | BT                         | BB                         | ST                         | T                          | H                          | B                          | BT                         | BB                         |           |
| -------------- | ---------------------------- | -------------------------- | -------------------------- | -------------------------- | -------------------------- | -------------------------- | -------------------------- | -------------------------- | -------------------------- | -------------------------- | -------------------------- | -------------------------- | -------------------------- | -------------------------- | -------------------------- | --------- |
| 1930 đến 1990  | 1930 đến 1990                | Không phải thành viên FIFA | Không phải thành viên FIFA | Không phải thành viên FIFA | Không phải thành viên FIFA | Không phải thành viên FIFA | Không phải thành viên FIFA | Không phải thành viên FIFA | Không phải thành viên FIFA | Không phải thành viên FIFA | Không phải thành viên FIFA | Không phải thành viên FIFA | Không phải thành viên FIFA | Không phải thành viên FIFA | Không phải thành viên FIFA |           |
| 1994           | Hoa Kỳ                       | Không tham gia             | Không tham gia             | Không tham gia             | Không tham gia             | Không tham gia             | Không tham gia             | Không tham gia             | Không tham gia             | Không tham gia             | Không tham gia             | Không tham gia             | Không tham gia             | Không tham gia             | Không tham gia             |           |
| 1998           | Pháp                         | Không vượt qua vòng loại   | Không vượt qua vòng loại   | Không vượt qua vòng loại   | Không vượt qua vòng loại   | Không vượt qua vòng loại   | Không vượt qua vòng loại   | Không vượt qua vòng loại   | Không vượt qua vòng loại   | 4                          | 2                          | 0                          | 2                          | 3                          | 13                         |           |
| 2002           | Hàn Quốc Nhật Bản            | Không vượt qua vòng loại   | Không vượt qua vòng loại   | Không vượt qua vòng loại   | Không vượt qua vòng loại   | Không vượt qua vòng loại   | Không vượt qua vòng loại   | Không vượt qua vòng loại   | Không vượt qua vòng loại   | 4                          | 2                          | 0                          | 2                          | 7                          | 30                         |           |
| 2006           | Đức                          | Không vượt qua vòng loại   | Không vượt qua vòng loại   | Không vượt qua vòng loại   | Không vượt qua vòng loại   | Không vượt qua vòng loại   | Không vượt qua vòng loại   | Không vượt qua vòng loại   | Không vượt qua vòng loại   | 4                          | 1                          | 0                          | 3                          | 2                          | 17                         |           |
| 2010           | Nam Phi                      | Không vượt qua vòng loại   | Không vượt qua vòng loại   | Không vượt qua vòng loại   | Không vượt qua vòng loại   | Không vượt qua vòng loại   | Không vượt qua vòng loại   | Không vượt qua vòng loại   | Không vượt qua vòng loại   | 4                          | 1                          | 0                          | 3                          | 6                          | 10                         |           |
| 2014           | Brasil                       | Không vượt qua vòng loại   | Không vượt qua vòng loại   | Không vượt qua vòng loại   | Không vượt qua vòng loại   | Không vượt qua vòng loại   | Không vượt qua vòng loại   | Không vượt qua vòng loại   | Không vượt qua vòng loại   | 3                          | 1                          | 1                          | 1                          | 4                          | 4                          |           |
| 2018           | Nga                          | Không vượt qua vòng loại   | Không vượt qua vòng loại   | Không vượt qua vòng loại   | Không vượt qua vòng loại   | Không vượt qua vòng loại   | Không vượt qua vòng loại   | Không vượt qua vòng loại   | Không vượt qua vòng loại   | 3                          | 0                          | 0                          | 3                          | 1                          | 8                          |           |
| 2022           | Qatar                        | Rút lui                    | Rút lui                    | Rút lui                    | Rút lui                    | Rút lui                    | Rút lui                    | Rút lui                    | Rút lui                    | Rút lui                    | Rút lui                    | Rút lui                    | Rút lui                    | Rút lui                    | Rút lui                    |           |
| 2026           | Canada Mexico Hoa Kỳ         | Không vượt qua vòng loại   | Không vượt qua vòng loại   | Không vượt qua vòng loại   | Không vượt qua vòng loại   | Không vượt qua vòng loại   | Không vượt qua vòng loại   | Không vượt qua vòng loại   | Không vượt qua vòng loại   | 2                          | 1                          | 0                          | 1                          | 4                          | 3                          |           |
| 2030           | Maroc Bồ Đào Nha Tây Ban Nha | Chưa xác định              | Chưa xác định              | Chưa xác định              | Chưa xác định              | Chưa xác định              | Chưa xác định              | Chưa xác định              | Chưa xác định              | Chưa xác định              | Chưa xác định              | Chưa xác định              | Chưa xác định              | Chưa xác định              | Chưa xác định              |           |
| 2034           | Ả Rập Xê Út                  | Chưa xác định              | Chưa xác định              | Chưa xác định              | Chưa xác định              | Chưa xác định              | Chưa xác định              | Chưa xác định              | Chưa xác định              | Chưa xác định              | Chưa xác định              | Chưa xác định              | Chưa xác định              | Chưa xác định              | Chưa xác định              |           |
| Tổng           | Tổng                         | —                          | 0/8                        | –                          | –                          | –                          | –                          | –                          | –                          | 24                         | 8                          | 1                          | 15                         | 27                         | 85                         |           |

## Cúp bóng đá châu Đại Dương
| Vòng chung kết | Vòng chung kết           | Vòng chung kết           | Vòng chung kết           | Vòng chung kết           | Vòng chung kết           | Vòng chung kết           | Vòng chung kết           | Vòng chung kết           |                | Vòng loại      | Vòng loại      | Vòng loại      | Vòng loại      | Vòng loại      | Vòng loại |
| Năm            | Kết quả                  | Hạng                     | ST                       | T                        | H                        | B                        | BT                       | BB                       | ST             | T              | H              | B              | BT             | BB             |           |
| -------------- | ------------------------ | ------------------------ | ------------------------ | ------------------------ | ------------------------ | ------------------------ | ------------------------ | ------------------------ | -------------- | -------------- | -------------- | -------------- | -------------- | -------------- | --------- |
| 1973           | Không tham gia           | Không tham gia           | Không tham gia           | Không tham gia           | Không tham gia           | Không tham gia           | Không tham gia           | Không tham gia           | Không tham gia | Không tham gia | Không tham gia | Không tham gia | Không tham gia | Không tham gia |           |
| 1980           | Không tham gia           | Không tham gia           | Không tham gia           | Không tham gia           | Không tham gia           | Không tham gia           | Không tham gia           | Không tham gia           | Không tham gia | Không tham gia | Không tham gia | Không tham gia | Không tham gia | Không tham gia |           |
| 1996           | Không vượt qua vòng loại | Không vượt qua vòng loại | Không vượt qua vòng loại | Không vượt qua vòng loại | Không vượt qua vòng loại | Không vượt qua vòng loại | Không vượt qua vòng loại | Không vượt qua vòng loại | 3              | 1              | 1              | 1              | 4              | 4              |           |
| 1998           | Không vượt qua vòng loại | Không vượt qua vòng loại | Không vượt qua vòng loại | Không vượt qua vòng loại | Không vượt qua vòng loại | Không vượt qua vòng loại | Không vượt qua vòng loại | Không vượt qua vòng loại | 4              | 1              | 1              | 2              | 5              | 9              |           |
| 2000           | Không vượt qua vòng loại | Không vượt qua vòng loại | Không vượt qua vòng loại | Không vượt qua vòng loại | Không vượt qua vòng loại | Không vượt qua vòng loại | Không vượt qua vòng loại | Không vượt qua vòng loại | 4              | 1              | 0              | 3              | 4              | 15             |           |
| 2002           | Không vượt qua vòng loại | Không vượt qua vòng loại | Không vượt qua vòng loại | Không vượt qua vòng loại | Không vượt qua vòng loại | Không vượt qua vòng loại | Không vượt qua vòng loại | Không vượt qua vòng loại | 4              | 1              | 0              | 3              | 7              | 18             |           |
| 2004           | Không vượt qua vòng loại | Không vượt qua vòng loại | Không vượt qua vòng loại | Không vượt qua vòng loại | Không vượt qua vòng loại | Không vượt qua vòng loại | Không vượt qua vòng loại | Không vượt qua vòng loại | 4              | 1              | 0              | 3              | 2              | 17             |           |
| 2008           | Không vượt qua vòng loại | Không vượt qua vòng loại | Không vượt qua vòng loại | Không vượt qua vòng loại | Không vượt qua vòng loại | Không vượt qua vòng loại | Không vượt qua vòng loại | Không vượt qua vòng loại | 4              | 1              | 0              | 3              | 6              | 10             |           |
| 2012           | Không vượt qua vòng loại | Không vượt qua vòng loại | Không vượt qua vòng loại | Không vượt qua vòng loại | Không vượt qua vòng loại | Không vượt qua vòng loại | Không vượt qua vòng loại | Không vượt qua vòng loại | 3              | 1              | 1              | 1              | 4              | 4              |           |
| 2016           | Không vượt qua vòng loại | Không vượt qua vòng loại | Không vượt qua vòng loại | Không vượt qua vòng loại | Không vượt qua vòng loại | Không vượt qua vòng loại | Không vượt qua vòng loại | Không vượt qua vòng loại | 3              | 0              | 0              | 3              | 1              | 8              |           |
| 2024           | Không vượt qua vòng loại | Không vượt qua vòng loại | Không vượt qua vòng loại | Không vượt qua vòng loại | Không vượt qua vòng loại | Không vượt qua vòng loại | Không vượt qua vòng loại | Không vượt qua vòng loại | 2              | 0              | 0              | 2              | 1              | 5              |           |
| Tổng           | —                        | 0/11                     | –                        | –                        | –                        | –                        | –                        | –                        | 31             | 7              | 3              | 21             | 34             | 90             |           |

## Đại hội Thể thao Nam Thái Bình Dương
| Năm           | Vòng          | Hạng          | ST            | T             | H             | B             | BT            | BB            |
| ------------- | ------------- | ------------- | ------------- | ------------- | ------------- | ------------- | ------------- | ------------- |
| 1963 đến 1975 | Không tham dự | Không tham dự | Không tham dự | Không tham dự | Không tham dự | Không tham dự | Không tham dự | Không tham dự |
| 1979          | Vòng bảng     | 9             | 2             | 0             | 0             | 2             | 3             | 13            |
| 1983          | Vòng bảng     | 7             | 3             | 1             | 1             | 1             | 6             | 8             |
| 1987 đến 1995 | Không tham dự | Không tham dự | Không tham dự | Không tham dự | Không tham dự | Không tham dự | Không tham dự | Không tham dự |
| 2003          | Vòng bảng     | 7             | 4             | 1             | 1             | 2             | 9             | 10            |
| 2007          | Vòng bảng     | 7             | 4             | 1             | 0             | 3             | 6             | 10            |
| 2011 đến 2015 | Không tham dự | Không tham dự | Không tham dự | Không tham dự | Không tham dự | Không tham dự | Không tham dự | Không tham dự |
| 2019          | Vòng bảng     | 11            | 4             | 0             | 0             | 4             | 0             | 37            |
| 2023          | Vòng bảng     | 11            | 4             | 1             | 0             | 3             | 7             | 13            |
| Tổng cộng     | 5/14          | 7th           | 17            | 3             | 2             | 13            | 24            | 78            |

## Đội hình
Các cầu thủ sau đây đã được triệu tập cho các trận vòng loại World Cup 2026 vào tháng 9 năm 2024.
Số lần khoác áo và bàn thắng được cập nhật đến ngày 9 tháng 9 năm 2024, sau trận đấu với Samoa.

| Số | VT | Cầu thủ               | Ngày sinh (tuổi)  | Trận | Bàn | Câu lạc bộ      |
| -- | -- | --------------------- | ----------------- | ---- | --- | --------------- |
|    | TM | Semisi ‘Otukolo       | 23 tháng 6, 1999  | 12   | 0   | Veitongo        |
|    | TM | Unaloto Pahulu        | 18 tháng 10, 2006 | 0    | 0   | Folaha          |
|    |    |                       |                   |      |     |                 |
|    | HV | Kulisitofa Kite       | 17 tháng 1, 2003  | 7    | 1   | Veitongo        |
|    | HV | Petelo Naniseni       | 20 tháng 12, 2003 | 7    | 0   | Navutoka        |
|    | HV | David-John Tuamoheloa | 30 tháng 6, 2004  | 6    | 0   | Manukau United  |
|    | HV | Petelo Manu           | 19 tháng 12, 2005 | 2    | 0   | Marist          |
|    | HV | Viliami Tikoipau      | 7 tháng 1, 2001   | 2    | 1   | Manukau United  |
|    | HV | Utu'one Lea'aetoa     | 16 tháng 2, 2005  | 1    | 0   | Veitongo        |
|    |    |                       |                   |      |     |                 |
|    | TV | Fineasi Palei         | 20 tháng 5, 1989  | 12   | 0   | Launceston City |
|    | TV | Christopher Kefu      | 11 tháng 2, 2003  | 6    | 1   | Veitongo        |
|    | TV | Ulafala Sonasi        | 28 tháng 7, 2007  | 4    | 1   | Marist          |
|    | TV | Topuluka Tuamoheloa   |                   | 3    | 0   | Lower Hutt City |
|    | TV | Va'inga Teu           | 12 tháng 2, 2006  | 2    | 0   | Fahefa          |
|    | TV | Tomasi Armitage       | 26 tháng 5, 2005  | 1    | 0   | Waikato Unicol  |
|    | TV | Hakeai Fonua          | 1 tháng 9, 2008   | 0    | 0   | Ahau            |
|    | TV | Herick Funaki         | 7 tháng 8, 2003   | 0    | 0   | Longolongo      |
|    | TV | Maikeli Lomu          | 29 tháng 10, 1997 | 0    | 0   | Veitongo        |
|    |    |                       |                   |      |     |                 |
|    | TĐ | Hemaloto Polovili     | 27 tháng 7, 1997  | 17   | 4   | Veitongo        |
|    | TĐ | Lisiate Feke          | 25 tháng 3, 2004  | 8    | 0   | Veitongo        |
|    | TĐ | Amoni Fifita          | 26 tháng 6, 2004  | 8    | 3   | Makave          |
|    | TĐ | Vilikisepi Tai        | 24 tháng 2, 2006  | 4    | 0   | Fahefa          |
|    | TĐ | Viliami Tukia         | 7 tháng 1, 2001   | 2    | 0   | Lami            |
|    | TĐ | Ata Inia              | 25 tháng 4, 2000  | 0    | 0   | Chanthaburi     |